# US Open 2022 - Quad doppio
Il quad doppio del torneo di tennis professionistico US Open 2022, facente parte della categoria Grande Slam, si è giocato dal 6 al 10 settembre 2022 allo USTA Billie Jean King National Tennis Center, a New York negli Stati Uniti.
I campioni in carica Sam Schröder e Niels Vink hanno sconfitto in finale Robert Shaw e David Wagner con il punteggio di 6–1, 6–2.

## Teste di serie
1. Sam Schröder /  Niels Vink (campioni)

1. Robert Shaw /  David Wagner (finale)

## Tabellone

### Legenda
| - Q = Qualificato - WC = Wild card - LL = Lucky loser | - ALT = Alternate - SE = Special Exempt - PR = Protected Ranking | - w/o = Walkover - r = Ritirato - d = Squalificato |

|  | Semifinali | Semifinali                    | Semifinali                    | Semifinali | Semifinali |  |  | Finale | Finale                   | Finale                   | Finale | Finale |  |
|  |            |                               |                               |            |            |  |  |        |                          |                          |        |        |  |
|  | 1          | Sam Schröder Niels Vink       | Sam Schröder Niels Vink       | 7          | 7          |  |  |        |                          |                          |        |        |  |
|  |            | Donald Ramphadi Koji Sugeno   | Donald Ramphadi Koji Sugeno   | 6          | 65         |  |  | 1      | Sam Schröder Niels Vink  | Sam Schröder Niels Vink  | 6      | 6      |  |
|  |            | Heath Davidson Andy Lapthorne | Heath Davidson Andy Lapthorne | 1          | 1          |  |  | 2      | Robert Shaw David Wagner | Robert Shaw David Wagner | 1      | 2      |  |
|  | 2          | Robert Shaw David Wagner      | Robert Shaw David Wagner      | 6          | 6          |  |  |        |                          |                          |        |        |  |